# Hay-on-Wye

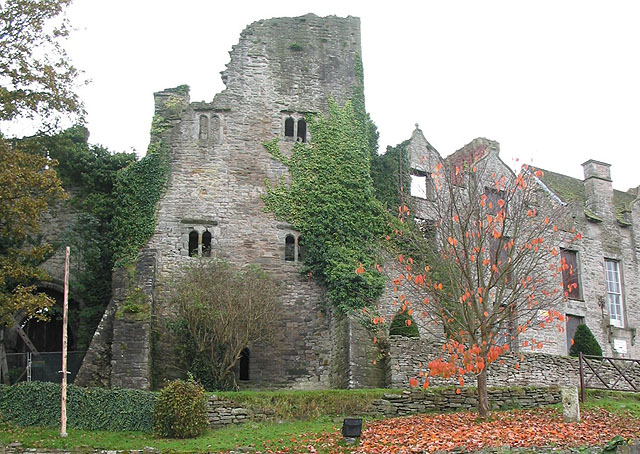
Castell voltant Hay on Wye

Hay-on-Wye (Gelli Gandryll o Y Gelli en gal·lès), és un municipi de l'autoritat unitària de Powys, a Gal·les. La ciutat és a la frontera de Herefordshire, a prop de Brecon Beacons National Park i de Cuspo. L'habiten 1.865 persones, i és conegut com un destí per a aquells que aprecien la lectura, per la gran quantitat de llibreries de vell que hi ha establertes. Al seu voltat hi ha un castell del segle xii que va ser destruït pel rei Joan l'any 1216. Modernament, el 1977, la majoria de l'estructura va ser cremada.

## Història

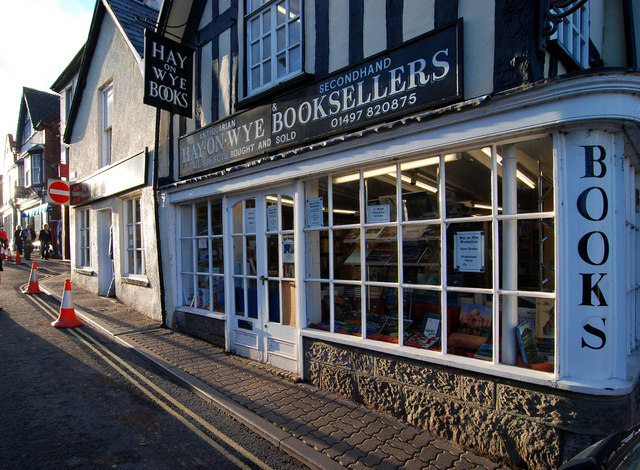
Llibreria Hay on Wye

La seva fama com a vila del llibre va començar quan Richard Booth va obrir la seva primera llibreria de segona mà el 1961. Més tard, van anar obrint altres botigues del mateix ram. Això va fer que als anys 70 fos proclamat poble del llibre.
Per fer publicitat i donar més sortida a aquest lloc fins al moment desconegut, l'1 d'abril de 1977 Richard Booth s'autoproclamà rei del nou Estat, i aconseguí l'autonomia de Hay-on-Wye.
Al llarg dels anys, Hay-on-Wye ha començat a tenir més popularitat i ha estat la destinació de molts turistes i bibliòfils. Des de 1988, cada principi de juny se celebra un festival literari patrocinat pel diari "The Guardian", on participen escriptors de reconegut prestigi.

## Centre de la ciutat
L'oficina de turisme es troba al costat de l'aparcament principal. Allà disposen de mapes i altres materials per informar els visitants. Al centre de Hay-on-Wye es troben els principals allotjament i espais públics amb activitats per als visitants.